# Хейлівщинський дуб
Хе́йлівщинський дуб — ботанічна пам'ятка природи місцевого значення в Україні.
Об'єкт природно-заповідного фонду Полтавської області.

## Розташування
Пам'ятка природи розташована на землях Хейлівщинської сільської ради в Чорнухинському районі, Полтавської області, в селі Хейлівщина. Перебуває під охороною Хейлівщинської сільської ради.

## Історія
Ботанічна пам'ятка природи місцевого значення «Хейлівщинський дуб» була оголошена рішенням п'ятнадцятої сесії Полтавської обласної ради народних депутатів шостого скликання від 28 лютого 2013 року.

## Мета
Мета створення пам'ятки природи — подальше поліпшення заповідної справи в Полтавській області, збереження цінних природних, ландшафтних комплексів, об'єктів тваринного і рослинного світу.

## Значення
Пам'ятка природи «Хейлівщинський дуб» має особливе природоохоронне, наукове, естетичне та пізнавальне значення.

## Загальна характеристика
Загальна площа пам'ятки природи становить 0,1 га. Являє собою черешчатий дуб віком близько 400 років. Висота дерева 20 метрів, а окружність стовбура  у 2021 році становила 528 см.